# Ано Хора (дем Навпактия)
Ано Хора (на гръцки: Άνω Χώρα, до 1930 година Μεγάλη Λομποτινά, Мегали Лоботина) е планинско село в центъра на регион Кравара, Гърция. Намира се на 1060 m надморска височина на западните склонове на планината Вардусия. Отстои на около 52 километра от Навпакт, който е и най-близкият голям град. 
Със създаването на Гърция Лоботина става център на дем Аподотия, което положение се запазва в периода 1835 - 1912 г. От 1912 година демът е закрит и селото става седалище на едноименната община. През 1996 г. дем Аподотия е възстановен със седалище отново в Ано Хора, за да бъде отново премахнат със закона Каликратис и от 2011 година Ано Хора е вече част от окрупнения дем Навпактия.